# Carta d'identità (singolo)
Carta d'identità è un singolo del cantautore Gianni Davoli pubblicato nel 1979.

## Descrizione
Il singolo (pubblicato nel 1979 con la casa discografica Harmony) è stato scritto e composto dallo stesso Davoli insieme a Antonello De Sanctis e Puma. La canzone è stata in seguito racchiusa nell'album Amore e favole pubblicato nel 1985.

## Tracce
1. Carta d'identità - 4:26 (A.De Sanctis, G.Davoli, Puma)